# Королевский район (Брюссель)

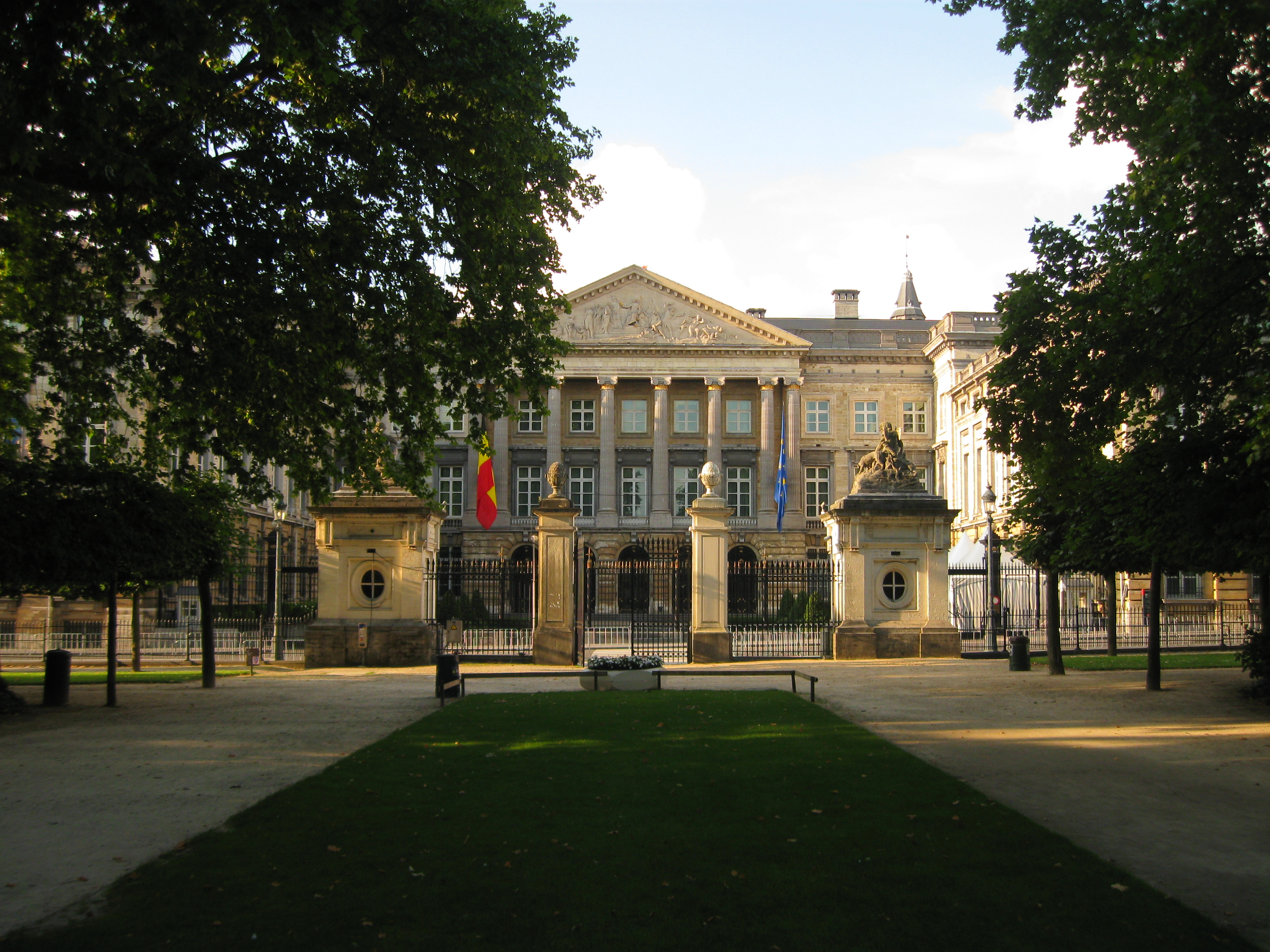
Вид на Дворец нации из Брюссельского парка

Королевский район (нидерл. Koninklijke wijk, фр. Quartier Royal) — исторический район в Брюсселе, где расположены Королевский дворец, Дворец нации (здание федерального парламента Бельгии) и некоторые другие государственные учреждения. Королевский район — пример регулярного градостроительства эпохи классицизма (конец XVIII века).

## Местоположение и описание
Королевский район расположен в так называемом верхнем городе — исторически аристократической части Брюсселя. Градостроительный комплекс Королевского района состоит из Королевской площади, Королевского дворца, Брюссельского парка и Дворца нации и прилегающих улиц.

## История
Первой частью нового района стала Королевская площадь, строительство которой началось в 1774 году по заданию Карла Лотарингского. Автором проекта был парижский архитектор Жан-Бенуа-Винсент Барре. Проект Брюссельского парка и опоясывавших его улиц составлялся французским архитектором Барнабе Гимаром. Центром нового района становился регулярный Брюссельский парк, главная аллея которого образовывала ось, соединявшую Королевский дворец и Дворец Суверенного совета Брабанта (нынешний Дворец нации). Опоясывающие парк улицы строились в соответствии со строгими правилами архитектуры неоклассицизма. 
В то время как Дворец Суверенного совета Брабанта, архитектором которого также стал Барнабе Гимар, был построен в конце XVIII века, Королевский дворец был построен только в 1820-х годах. 
В целом же создание Королевского квартала завершилось к 1783 году. Королевский квартал означал новый этап в истории градостроительства Брюсселя. Именно здесь впервые в истории города были широко применены такие градостроительные элементы и принципы, как прямые «перспективные» улицы, типовая архитектура (стандартные фасады), тротуары. Королевский квартал является ярким примером градостроительства и архитектуры эпохи просвещения. 